# Jrangoan
Jrangoan is een bestuurslaag in het regentschap Sampang van de provincie Oost-Java, Indonesië. Jrangoan telt 2457 inwoners (volkstelling 2010).